# Stigghiole

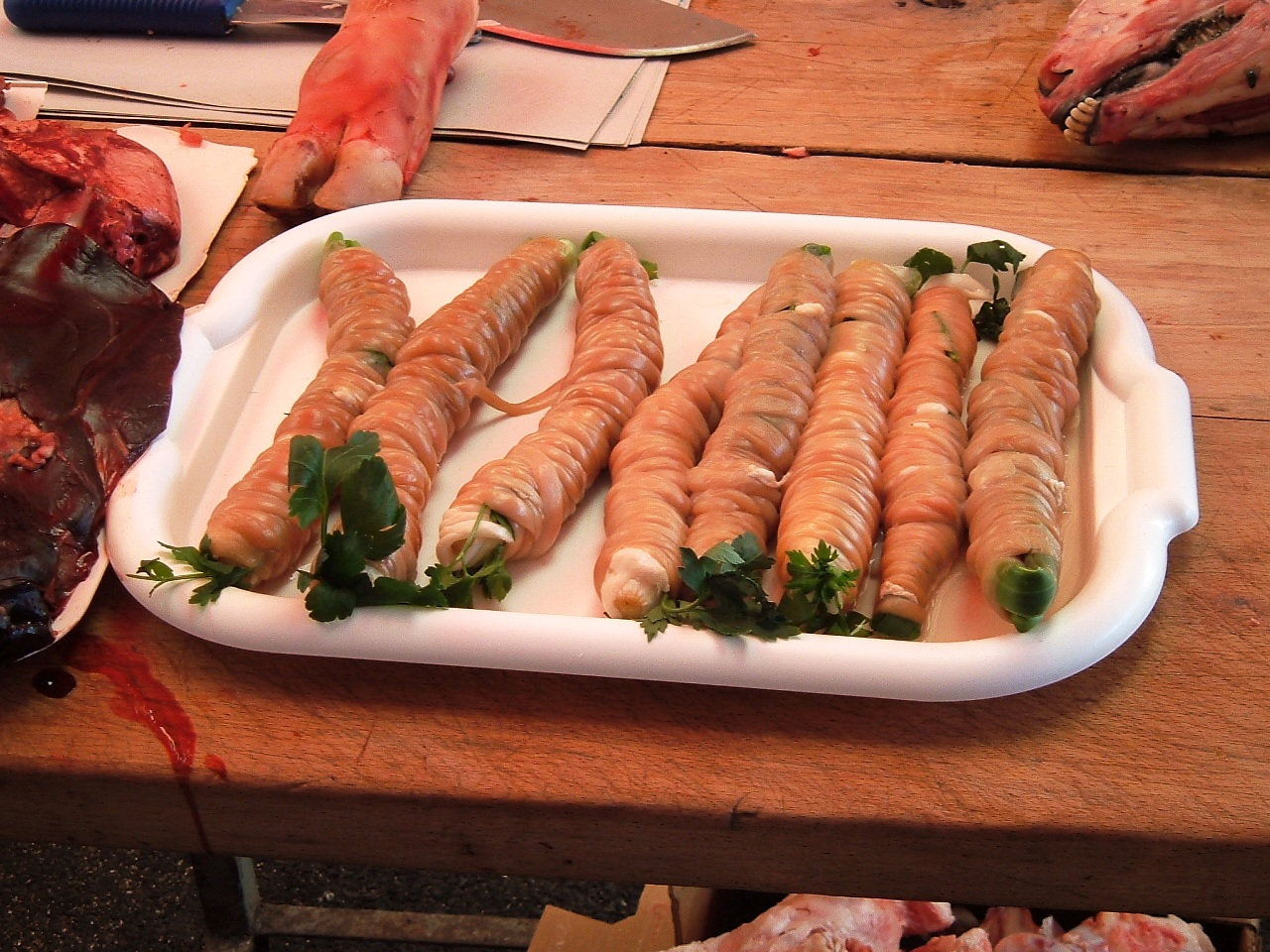
Stigghiole

Stigghiole (w języku sycylijskim "budella") – popularna potrawa kuchni sycylijskiej. Przygotowane z owczych  jelit obmytych w wodzie z dodatkiem soli, przyprawionych pietruszką  oraz niekiedy cebulą, pieczonych na rożnie.